# Tuberillo celebensis
Tuberillo celebensis är en kräftdjursart som beskrevs av Taiti, Ferrara och Kae Kyoung Kwon 1992. Tuberillo celebensis ingår i släktet Tuberillo och familjen Armadillidae. Inga underarter finns listade i Catalogue of Life.